# Li Qiang (céiste)
Pour le dirigeant chinois, voir Li Qiang.
Dans ce nom, le nom de famille, Li, précède le nom personnel.
Li Qiang, né le 4 janvier 1989 dans le Liaoning, est un céiste chinois pratiquant la course en ligne.

## Carrière
Li Qiang participe aux Jeux olympiques d'été de 2008 à Pékin en canoë monoplace (C-1) 500 m et termine sixième. Lors des Championnats du monde de course en ligne (canoë-kayak) 2010 à Poznań, il remporte la médaille d'argent en C-1 500 m.